# Großwale
Als Großwale werden die Wale bezeichnet, die zu den 13 Walarten gehören, die 1946 im Internationalen Übereinkommen zur Regelung des Walfangs aufgelistet wurden. Die Einteilung der Wale in Groß- und Kleinwale ist politisch und völkerrechtlich motiviert und hat keinen wissenschaftlichen oder taxonomischen Hintergrund. Auch gibt es keine klare Grenze hinsichtlich der Körperlänge bei der Unterscheidung von Groß- und Kleinwalen. Einige Kleinwalarten wie der Schwertwal oder der Baird-Wal erreichen oder übertreffen durchaus die Größe des Zwergwals, der kleinsten Großwalart.
Fast alle Großwale gehören zu den Bartenwalen, umgekehrt umfassen sie die meisten Vertreter dieser Gruppe – lediglich der Zwergglattwal und der erst 2003 beschriebene Omurawal zählen nicht zu den Großwalen. Die einzige Zahnwalart, die den Großwalen zugeordnet wurde, ist der Pottwal.

## Großwalarten
Zu den Großwalen gehören folgende Arten. Die geschätzten Populationsgrößen und -trends sind als grobe Orientierung zu verstehen, da eine genaue Abschätzung oft sehr schwierig ist. Die angegebenen Zahlen sind eine Abschätzung der jeweils globalen Population, die jedoch in mehrere kleinere, verschieden stark gefährdete Populationen aufgeteilt sein kann.
| Art                                                         | IUCN-Gefährdungsstatus                         | geschätzte Populationsgröße    | geschätzter Populationstrend |
| ----------------------------------------------------------- | ---------------------------------------------- | ------------------------------ | ---------------------------- |
| Grönlandwal (Balaena mysticetus)                            | Least Concern (nicht gefährdet)                | 10.000 (Stand: 2018)           | zunehmend                    |
| Atlantischer Nordkaper (Eubalaena glacialis)                | Critically Endangered (vom Aussterben bedroht) | 200–250 (Stand: 2020)          | abnehmend                    |
| Pazifischer Nordkaper (Eubalaena japonica)                  | Endangered (stark gefährdet)                   | 922 (Stand: 1998)              | unbekannt                    |
| Südkaper (Eubalaena australis)                              | Least Concern (nicht gefährdet)                | 13.600 (Stand:2009)            | unbekannt                    |
| Grauwal (Eschrichtius robustus)                             | Least Concern (nicht gefährdet)                | 24.420–29.830 (Stand: 2015/16) | stabil                       |
| Blauwal (Balaenoptera musculus)                             | Endangered (stark gefährdet)                   | 5.000–15.000 (Stand: 2018)     | zunehmend                    |
| Finnwal (Balaenoptera physalus)                             | Vulnerable (gefährdet)                         | 100.000 (Stand: 2018)          | zunehmend                    |
| Seiwal (Balaenoptera borealis)                              | Endangered (stark gefährdet)                   | 50.000 (Stand: 2018)           | zunehmend                    |
| Brydewal (Balaenoptera edeni; Synonym: Balaenoptera brydei) | Least Concern (nicht gefährdet)                | unbekannt                      | unbekannt                    |
| Zwergwal (Balaenoptera acutorostrata)                       | Least Concern (nicht gefährdet)                | 200.000 (Stand: 2018)          | unbekannt                    |
| Südlicher Zwergwal (Balaenoptera bonaerensis)               | Near Threatened (potenziell gefährdet)         | unbekannt                      | unbekannt                    |
| Buckelwal (Megaptera novaeangliae)                          | Least Concern (nicht gefährdet)                | 84.000 (Stand: 2018)           | zunehmend                    |
| Pottwal (Physeter macrocephalus)                            | Least Concern (nicht gefährdet)                | unbekannt                      | unbekannt                    |